# Cynowodór
Cynowodór, SnH
4 – nieorganiczny związek chemiczny, połączenie cyny i wodoru.

## Właściwości atomowe i fizyczne
Energia wiązania atomu cyny i atomu wodoru wynosi 70–74 kJ/mol. Długość wiązań wynosi 170–171 pm.
Na widmach NMR stałe sprzężenia 117Sn−H i 119Sn−H wynoszą odpowiednio 1846 i 1931 Hz i są o ok. 100–200 Hz większe niż w pochodnych metylocynowych (MeSnH
3, Me
2SnH
2 i Me
3SnH).

## Właściwości chemiczne
W warunkach normalnych jest to nietrwały, bezbarwny gaz. W temperaturze pokojowej powoli rozkłada się na metaliczną cynę i wodór, w 100 °C rozkład jest bardzo szybki. Proces ten ma charakter autokatalityczny i ulega znacznemu przyspieszeniu po wytworzeniu się na ściankach naczynia cienkiej warstwy metalicznej cyny. Szybkość rozkładu spada natomiast w obecności niewielkich ilości tlenu, rzędu 0,1% (brak rozkładu SnH
4 po 3 h w 60 °C). Tłumaczone jest to utlenianiem powstającej cyny do dwutlenku SnO
2, który nie katalizuje rozkładu wodorku.
Jest trujący, ma silne właściwości redukujące. W kontakcie z powietrzem zapala się, a produktami spalania jest tlenek cyny(IV) i woda:
SnH
4 + 2O
2 → 2H
2O + SnO
2
Reakcja z tlenem w kontrolowanych warunkach także prowadzi do SnO
2 i przebiega dwuetapowo:
SnH
4 → Sn + 2H
2
Sn + O
2 → SnO
2
Pochodne cynoorganiczne typu RSnH
3, R
2SnH
2 i R
3SnH są z reguły trwalsze niż macierzysty SnH
4.

## Otrzymywanie
Cynowodór można otrzymać z wysoką wydajnością (80–90%) w reakcji chlorku cyny(IV) z glinowodorkiem litu:
SnCl
4 + LiAlH
4 → SnH
4 + AlCl
3 + LiCl
lub przez redukcję wodnego roztworu chlorku cyny(II), SnCl
2, za pomocą NaBH
4; w tym przypadku monostannanowi (wydajność ok. 85%) towarzyszy distannan, Sn
2H
6, jeszcze mniej trwały niż SnH
4. Jako substratu do tej reakcji można użyć także SnCl
4. Substraty miesza się w temperaturze ciekłego azotu (−196 °C) i pozwala się ogrzać mieszaninie do temperatury pokojowej. Powstający SnH
4 wyłapuje się w naczyniu schłodzonym ciekłym azotem. Oczyszczanie prowadzi się przez destylację znad suchego lodu (−78 °C), a produkt ponownie kondensuje w naczyniu w ciekłym azocie.

## Zastosowanie
Stosuje się go do wytwarzania polimerów zawierających cynę oraz do otrzymywania powłok z krystalicznego SnO
2 o dużej czystości.